# 新春仕事人スペシャル 必殺忠臣蔵
『新春仕事人スペシャル 必殺忠臣蔵』（しんしゅんしごとにんスペシャル ひっさつちゅうしんぐら）は、1987年（昭和62年）1月2日の金曜日20:02 - 22:43に、朝日放送と松竹（京都映画撮影所、現・松竹撮影所）が共同製作・テレビ朝日系列で放送された時代劇。主演は藤田まこと。
必殺シリーズの長時間スペシャル第8弾である。

## 概要
1986年（昭和61年）11月より放映の『必殺仕事人V・旋風編』の新春特別番組として製作された。仕事人たちが赤穂事件の裏で活躍したという設定で、元来の必殺シリーズと忠臣蔵では時代背景が異なる。物語冒頭に藤田まことが登場し、この違いについて触れ「どの時代にも、主水的人物がいたと解釈してほしい」との説明を行った。赤穂浪士の一人寺坂吉右衛門が過去に仕事人の元締 上方の虎の配下の仕事人であった事実が明かされ、義士を脱盟した者たちの逸話に仕事人を絡めるなど、虚実織り交ぜた構成となっている。
忠臣蔵恒例の陣太鼓のシーンの撮影は夜中に行われ、「太鼓の音のうるささに撮影所付近の住民からクレームが来た」と山城新伍は回顧しているが、山城は後に、このエピソードを自ら監督したオリジナルビデオ作品『江戸むらさき特急』に取り込んだ。また、時代設定が元禄時代であるにもかかわらず、早駕籠のシーンでは背後を走る新幹線0系電車が早駕籠を追い抜いていくほか、赤穂城のシーンでは「赤穂城跡」の文字が入った石碑が映っているうえ、自動車が石碑の前を通過する。吉良上野介役には大滝秀治が予定されていたが、実現しなかった。山田誠二は、このために山城演ずる大石内蔵助に描写が偏ってしまい、作品に物足りなさが残ってしまったと評価している。
なお劇中では、番組本来の登場キャラクター以外のメインゲストキャラが登場する際、役名と演じる俳優の名前が同時にテロップ表示されていた。

## あらすじ
元禄14年（1701年）、江戸城の松之大廊下で起きた刃傷事件は吉良上野介にお咎めなし、浅野内匠頭は即日切腹と決した。これにより、処罰が喧嘩両成敗とは相成らず、浅野家急進派らによる吉良上野介への仇討ちが江戸城内外で噂された。事の成り行きを見守る市井の人々の中に、主水たち仕事人もいた。

## 忠臣蔵のキャラクター
大石内蔵助
本来、仇討する気がなかったにもかかわらず、周囲の期待に押され、赤穂四十七士を率いて、内匠頭の仇を討つことになった。
本懐を遂げ、切腹の沙汰が下った後に上野介が偽者であることがわかり、自らの恨みを晴らしてもらおうと主水に上野介の仕置を依頼。虫歯であり、順之助の元へ通っては治療を受けていた。
寺坂吉右衛門
四十七士の一人だが、かつては元締 虎の配下の仕事人。虎の娘のお玉とは昔なじみである。
浅野内匠頭
刃傷沙汰の後「あの狸ジジイ、斬りたかった…」と上野介に対する恨みの言葉を遺し、切腹し果てた。
吉良上野介
女好きの好色な老人として描かれる。影武者を立てて討ち入りを生き伸び、湯女たちと一緒に風呂に入って楽しんでいたが....
瑤泉院
「南部坂雪の別れ」で、内蔵助に離縁を迫った。その後、会話を耳にした間者が上野介の元へ向かう途中に転倒し、記憶喪失となったため、最終的に内蔵助の真意を知ることはなかった。

## キャスト

### 仕事人
- 中村主水 - 藤田まこと
- 鍛冶屋の政 - 村上弘明
- 夜鶴の銀平 - 出門英
- 便利屋お玉 - かとうかずこ（現・かず子）
- 西順之助 - ひかる一平

### 仕事人の周辺
- 中村せん - 菅井きん
- 中村りつ - 白木万理
- 筆頭同心 田中 - 山内としお
- 与力 鬼塚 - 西田健
- おりん - 桃山みつる
- 千代松 - 遠藤太津朗
- 小者 六平 - 妹尾友信
- おさき - 菅原昌子

### 赤穂浪士
- 大石内蔵助 - 山城新伍
- 寺坂吉右衛門 - 近藤正臣
- 神崎与五郎 - 本田博太郎
- 早水藤左衛門 - 島田順司
- 潮田又之丞 - 荒勢
- 片岡源五右衛門 - 佐川満男
- 矢頭右衛門七 - 三好圭一
- 堀部安兵衛 - 高峰圭二
- 堀部弥兵衛 - 幸田宗丸
- 小野寺十内 - 波田久夫
- 武林唯七 - 伊庭剛
- 大石主税 - 吉田友紀

### 赤穂藩・浅野家
- 浅野内匠頭 - 沖田浩之
- 瑤泉院 - 川中美幸
- 橋本平左衛門 - 錦織一清（少年隊）
- りく - 上村香子
- 萱野三平 - 押川英俊
- 大野九郎兵衛 - 西山辰夫
- 大野郡右衛門 - 安部潮
- 高田郡兵衛 - 南条好輝
- 玉虫七郎右衛門 - 寺下貞信

### 吉良家
- 吉良上野介 - 日下武史
- 牧野春斎 - 峰岸徹
- お蓮 - 赤座美代子
- 小林平八郎 - 岩尾正隆
- 鳥居利右衛門 - 野上哲矢
- 松原多仲 - 田中弘史

### その他
- お初 - 倉沢淳美
- おみの - 浜田朱里
- 甚五郎 - 江戸家猫八
- おすじ - 今いくよ
- おふく - 今くるよ
- うなぎ屋主人 - 原哲男
- お軽 - 井上ユカリ
- おうめ - 酒井葉子
- 丑五郎 - 吉田良全
- 梶川与惣兵衛 - 芝本正
- 千坂兵部 - 菅貫太郎

### ナレーション
- オープニング - 中村梅之助
- 劇中 - 芥川隆行

## スタッフ
- 制作 - 山内久司（朝日放送）
- プロデューサー - 奥田哲雄、辰野悦央（朝日放送）、櫻井洋三（松竹）
- 脚本 - 田上雄
- 音楽 - 平尾昌晃
- 監督 - 工藤栄一
- 制作協力 - 京都映画撮影所（現・松竹撮影所）
- 制作 - 朝日放送、松竹

## 主題歌
- 川中美幸「愛は別離（わかれ）」（テイチクレコード（現・テイチクエンタテインメント））
作詞：なかにし礼、作曲：浜圭介、編曲：桜庭伸幸
『必殺仕事人V・旋風編』の主題歌。